# (18012) Marsland
(18012) Marsland (1999 JM114) – planetoida z pasa głównego asteroid okrążająca Słońce w ciągu 3,53 lat w średniej odległości 2,32 j.a. Odkryta 13 maja 1999 roku.